# Základní škola a Mateřská škola Brno, Milénova
Základní škola Milénova je jedna ze 2 základních škol na Brněnském sídlišti Lesná. Zaměřuje se na sport. Zřizovatelem je Statutární město Brno, Městská část Brno-sever. Spolu s BCVČ Lesná pořádá pro děti 1. stupně zájmové kroužky (např. angličtina, plavání, flétna). Ke školnímu roku 2020/1 má 698 žáků.
Škola je tvořena 3 pavilony spojenými spojovací chodbou, která byla v roce 2017 zrekonstruována. Postupně dochází k dalším rekonstrukcím po celé budově.
Tato škola byla první základní školou v Brně s vlastním krytým bazénem pro výuku plavání, která se stala součástí vyučování i mimoškolní činnosti žáků školy i okolních základních a mateřských škol. Díky tomuto zde vznikla stálá tradice Mokrých vysvědčení i žákovských plaveckých soutěží. Již od začátku klade důraz na rozvíjení tělesné výchovy.
Škola je zapojena v několika mezinárodních projektech, např.: Christmas is coming in our country!, Staňte se mým průvodcem ve vašem městě!, No man is an island...
Dle dat ze statistického úřadu ČR má 100 - 199 zaměstnanců (včetně kuchařek atd.).

## Historie
Tato škola byla postavena v letech 1967 - 1968 pod názvem ZDŠ Hakenova jako 3. základní škola na novém sídlišti Lesná (jedna ze škol byla později předělána na taneční konzervatoř). Provoz začal 1. září 1968 výukou 445 žáky v 19 třídách a pouze jedním pavilonem, zbylé 2 pavilony byly předány škole během roku 1969.
Od počátku výuky do roku 1982 zde probíhala experimentální výuka matematiky a fyziky.
Kvůli rozšiřování sídliště brzy přestali kapacity školy stačit a od školního roku 1971/2 byla na několik let v 2. - 4. třídách zavedeno směnné polodenní vyučování. Největšího počtu žáků škola dosáhla ve školním roce 1974/5 (1061), kdy bylo 36 tříd a až 55 vyučujících. Školní družina tehdy musela využívat i prostory na ulici Brožíkova.
V druhé polovině 80. let na školu dojížděli i žáci ze, tehdy nových, sídlišť Líšeň a Vinohrady. Zde totiž kapacity škol nebyly dostatečné.
Po Sametové revoluci se škola přejmenovala podle Eduarda Miléna.

## Seznam ředitelů a ředitelek
| 1967—1970 | František Havelka   |
| 1970—1973 | Jiřina Horáková     |
| 1973—1974 | Milan Vrbický       |
| 1974—1985 | Marta Novotná       |
| 1985—1989 | Helena Šebestová    |
| 1989—1992 | Petr Nejedlý        |
| 1992—2003 | Jaromír Weidenhöfer |
| od 2003   | Jiří Křenek         |

## Školka
Od 1. 10. 2010 je součástí ZŠ i MŠ na ulici Loosova. Ve školce jsou 4 třídy plus prostor, ve kterém se konají vánoční besídky, oslavy Masopustu, oslavy Dne dětí a další podobné akce.